# Bratanitsa
Bratanitsa (bulgariska: Братаница) är ett distrikt i Bulgarien.   Det ligger i kommunen Obsjtina Pazardzjik och regionen Pazardzjik, i den centrala delen av landet, 90 km sydost om huvudstaden Sofia.
Trakten runt Bratanitsa består till största delen av jordbruksmark. Runt Bratanitsa är det ganska tätbefolkat, med 192 invånare per kvadratkilometer.